# 黑水大戟
黑水大戟（学名：Euphorbia heishuiensis）是大戟科大戟属的植物，是中国的特有植物。分布在中国大陆的四川、甘肃等地，生长于海拔2,000米的地区，见于路旁，目前已由人工引种栽培。